# Sport Lisboa e Benfica (pallamano maschile)
Lo Sport Lisboa e Benfica è la sezione di pallamano maschile dell'omonima polisportiva portoghese.
Fondata nel 1932, milita nella Andebol 1, la massima divisione del campionato portoghese, competizione che ha vinto 7 volte tra il 1962 e il 2008.
Ha vinto, inoltre, 6 Coppe del Portogallo, la più recente delle quali nel 2018.
I suoi colori sociali sono il bianco e il rosso e la sede di gioco è l'impianto coperto del Pavilhão da Luz Nº 2 a Lisbona.

## Palmarès

### Trofei nazionali
- Campionato portoghese: 7
1961-62, 1974-75, 1981-82, 1982-83, 1988-89, 1989-90, 2007-08.
- Coppa del Portogallo: 6
1984-85, 1985-86, 1986-87, 2010-11, 2015-16, 2017-18.
- Coppa di Lega portoghese: 2
2006-07, 2008-09.
- Supercoppa portoghese: 7
1989, 1993, 2010, 2012, 2016, 2018, 2022.

### Trofei internazionali
- EHF European League (maschile): 1
2021-22

## Rosa 2024-2025
| N° | Naz.                          | Ruolo | Sportivo                | Anno |  |  |
| -- | ----------------------------- | ----- | ----------------------- | ---- |  |  |
| 32 | Ungheria (bandiera)           | P     | Kristóf Palasics        | 2002 |  |  |
| 41 | Portogallo (bandiera)         | P     | Gustavo Capdeville      | 1997 |  |  |
| 55 | Portogallo (bandiera)         | A     | Bernardo Almeida        | 1995 |  |  |
| 2  | Spagna (bandiera)             | A     | Miguel Sánchez-Migallón | 1995 |  |  |
| 4  | Svezia (bandiera)             | A     | Christopher Hedberg     | 1992 |  |  |
| 5  | Portogallo (bandiera)         | T     | Gabriel Cavalcanti      | 2004 |  |  |
| 7  | Islanda (bandiera)            | A     | Stiven Valencia         | 2000 |  |  |
| 11 | Portogallo (bandiera)         | T     | Belone Moreira          | 1990 |  |  |
| 17 | Portogallo (bandiera)         | T     | Gabriel Sequeira        | 2006 |  |  |
| 20 | Portogallo (bandiera)         | PV    | Fábio Silva             | 2001 |  |  |
| 21 | Spagna (bandiera)             | PV    | Aldo Pagliotta          | 2006 |  |  |
| 22 | Portogallo (bandiera)         | PV    | Alexis Borges           | 1991 |  |  |
| 23 | Germania (bandiera)           | A     | Ole Rahmel              | 1989 |  |  |
| 24 | Spagna (bandiera)             | T     | Ander Izquierdo         | 2000 |  |  |
| 27 | Portogallo (bandiera)         | T     | Rui Baptista            | 2001 |  |  |
| 28 | Macedonia del Nord (bandiera) | T     | Filip Taleski           | 1996 |  |  |
| 30 | Romania (bandiera)            | T     | Demis Grigoraș          | 1993 |  |  |
| 53 | Portogallo (bandiera)         | T     | João Bandeira           | 2006 |  |  |
| 77 | Ungheria (bandiera)           | T     | Egon Hanusz             | 1997 |  |  |
| 99 | Brasile (bandiera)            | PV    | Guilherme Carvalho      | 2003 |  |  |